# A Washington Huskies softballcsapata

A Washington Huskies softballcsapata a Pac-12 Conference tagjaként az NCAA I-es divíziójában képviseli a Washingtoni Egyetemet. A csapat otthona a Husky Softballstadion; vezetőedzőjük Heather Tarr.
A csapat 1993 alakult; a második szezonban már kijutottak első NCAA-tornájukra. Teresa Wilson vezetőedző alatt a csapat országosan soha nem ért el az ötödik helynél rosszabb pozíciót, azonban Wilsont 2003-ban kirúgták, mivel bódító hatású fájdalomcsillapítókat és izomlazítókat adott játékosainak. Távozását követően a 2004-es szezonban Scott Centala és Steve Dailey látták el az edzői feladatokat.
A 2004-es szezon végén Dick Thompson atlétikai igazgató Heather Tarr egykori hallgatót kérte fel vezetőedzőnek.

## Létesítmények
A csapat az első, 1993-as szezonban a Washington-tó közelében fekvő Hidden Valley Parkban játszott.
A Husky Stadion mellett fekvő softballstadion 1994-ben nyílt meg; a tribünökön ezren, míg a nyitott lelátókon további ötszázan foglalhatnak helyet. A 2010-es szezonban állójegyeket is értékesítettek.
2019. március 14-én új edzőpálya építését jelentették be.

## Eredmények szezononként
| Szezon                                                     | Vezetőedző                  | Eredmény               | Eredmény                                                         | Továbbjutás                                                      |
| Szezon                                                     | Vezetőedző                  | Összesített            | Konferencia                                                      | Továbbjutás                                                      |
| Pacific-10 (1993–2011)                                     | Pacific-10 (1993–2011)      | Pacific-10 (1993–2011) | Pacific-10 (1993–2011)                                           | Pacific-10 (1993–2011)                                           |
| ---------------------------------------------------------- | --------------------------- | ---------------------- | ---------------------------------------------------------------- | ---------------------------------------------------------------- |
| 1993                                                       | Teresa Wilson               | 31–27                  | 7–18                                                             | –                                                                |
| 1994                                                       | Teresa Wilson               | 44–21                  | 14–10                                                            | Regionális mérkőzések                                            |
| 1995                                                       | Teresa Wilson               | 50–23                  | 17–11                                                            | Regionális döntő                                                 |
| 1996                                                       | Teresa Wilson               | 59–9                   | 23–4                                                             | WCWS                                                             |
| 1997                                                       | Teresa Wilson               | 50–19                  | 16–11                                                            | WCWS                                                             |
| 1998                                                       | Teresa Wilson               | 52–15                  | 19–9                                                             | WCWS                                                             |
| 1999                                                       | Teresa Wilson               | 51–18                  | 15–12                                                            | WCWS                                                             |
| 2000                                                       | Teresa Wilson               | 62–9                   | 17–4                                                             | WCWS                                                             |
| 2001                                                       | Teresa Wilson               | 40–23                  | 11–10                                                            | Regionális döntő                                                 |
| 2002                                                       | Teresa Wilson               | 46–18                  | 13–8                                                             | Regionális mérkőzések                                            |
| 2003                                                       | Teresa Wilson               | 47–16–1                | 9–12                                                             | WCWS                                                             |
| 2004                                                       | Scott Centala/ Steve Dailey | 40–19                  | 10–10                                                            | WCWS                                                             |
| 2005                                                       | Heather Tarr                | 35–22                  | 10–11                                                            | Super Regionals                                                  |
| 2006                                                       | Heather Tarr                | 35–25                  | 6–15                                                             | Super Regionals                                                  |
| 2007                                                       | Heather Tarr                | 42–19                  | 12–9                                                             | WCWS                                                             |
| 2008                                                       | Heather Tarr                | 30–25–1                | 7–14                                                             | Regionális mérkőzések                                            |
| 2009                                                       | Heather Tarr                | 51–12                  | 14–7                                                             | Nemzeti bajnokság                                                |
| 2010                                                       | Heather Tarr                | 50–9                   | 17–4                                                             | WCWS                                                             |
| 2011                                                       | Heather Tarr                | 37–16                  | 9–12                                                             | Super Regionals                                                  |
| Eredmény:                                                  | Eredmény:                   | 852–345–2              | 246–191                                                          | –                                                                |
| Pac-12 (2012–)                                             |                             |                        |                                                                  |                                                                  |
| 2012                                                       | Heather Tarr                | 39–19                  | 7–16                                                             | Super Regionals                                                  |
| 2013                                                       | Heather Tarr                | 45–17                  | 12–5                                                             | WCWS                                                             |
| 2014                                                       | Heather Tarr                | 37–15                  | 13–9                                                             | Super Regionals                                                  |
| 2015                                                       | Heather Tarr                | 42–17                  | 12–5                                                             | Regionális mérkőzések                                            |
| 2016                                                       | Heather Tarr                | 39–15                  | 16–8                                                             | Super Regionals                                                  |
| 2017                                                       | Heather Tarr                | 50–14                  | 16–8                                                             | WCWS                                                             |
| 2018                                                       | Heather Tarr                | 52–10                  | 15–8                                                             | WCWS                                                             |
| 2019                                                       | Heather Tarr                | 52–9                   | 20–4                                                             | WCWS                                                             |
| 2020                                                       | Heather Tarr                | 23–2                   | A Covid19-pandémia miatt a szezont 25 játék után megszakították. | A Covid19-pandémia miatt a szezont 25 játék után megszakították. |
| 2021                                                       | Heather Tarr                | 45–14                  | 18–5                                                             | WCWS                                                             |
| Eredmény:                                                  | Eredmény:                   | 431–132                | 129–68                                                           | –                                                                |
| Összesen:                                                  | Összesen:                   | 1256–477–2             | –                                                                | –                                                                |
| Jelmagyarázat: Konferenciabajnokság-győztes Nemzeti bajnok |                             |                        |                                                                  |                                                                  |

## Visszavonultatott mezszámok
| Szám | Játékos         |
| ---- | --------------- |
| 15   | Danielle Lawrie |

## Fordítás
- Ez a szócikk részben vagy egészben  a   Washington Huskies softball című angol Wikipédia-szócikk fordításán alapul.  Az eredeti cikk szerkesztőit annak laptörténete sorolja fel. Ez a jelzés csupán a megfogalmazás eredetét és a szerzői jogokat jelzi, nem szolgál a cikkben szereplő információk forrásmegjelöléseként.